# بوري الرأس المفلطح
بُورِيّ الرأس المفلطح أو بوري عريض الرأس أو بَيَّاح فِضّي أو البوري الحر (بالإنجليزية: Flathead mullet)‏، (الاسم العلمي: Mugil cephalus)، هو نوع من سمك البوري ينتمي لجنس البوري التابع لفصيلة البُوِريّات، يوجد في المياه الساحلية للمناطق المدارية وشبه المدارية في جميع أنحاء العالم، فهو ينتشر في البحر الأحمر والبحر الأبيض المتوسط وبحار أخرى. كما انه يمكن تربيته في المزارع العذبة كما هو الحال في المزارع السمكية بمنطقة الحامول شمال الدلتا في مصر. يتراوح طوله في العادة من 30-75 سم (12-30 بوصة). يُعرف هذا النوع من السمك في جميع أنحاء العالم بأسماء أخرى شائعة مثل:
- البوري الأسود (بالإنجليزية: Black mullet)‏ - كوبا، الولايات المتحدة
- البوري المتنمر (بالإنجليزية: Bully mullet)‏ - أستراليا، فيتنام
- بوري كاليفافر (بالإنجليزية: Callifaver mullet)‏- كوبا، جزر الأنتيل الهولندية، الولايات المتحدة
- البوري الرمادي الشائع (بالإنجليزية: Common grey mullet)‏ - المملكة المتحدة
- البوري الشائع (بالإنجليزية: Common grey mullet)‏ - كوبا، جزر الأنتيل الهولندية، الولايات المتحدة
- البوري الرمادي مفلطح الرأس (بالإنجليزية: Flathead grey mullet)‏ - الهند، الفلبين (حيث يعرف بأٍسماء أليجاسِد «جيسو»«باناك»تاليلونج)، المملكة المتحدة
- بوري الرأس المفلطح (بالإنجليزية: Flathead grey mullet)‏ - أوروبا، منظمة الأغذية والزراعة (FAO)، الأمم المتحدة، قاعدة بيانات الأسماك
- البوري الرمادي (بالإنجليزية: Grey mullet)‏ - تايلند، تركيا، أستراليا، تايوان، كوبا، وفيجي، وهونغ كونغ، وموريشيوس، وجزر الأنتيل الهولندية، ونيوزيلندا، وإسبانيا، وتونغا، المملكة المتحدة، الولايات المتحدة، البحر الأبيض المتوسط، مصر
- بوري هاردجَت (بالإنجليزية: Hardgut mullet)‏ - أستراليا
- بوري المنغروف (بالإنجليزية: Mangrove mullet)‏ - أستراليا
- البوري البحري (بالإنجليزية: Sea mullet)‏ - أستراليا، فيجي، بابوا غينيا الجديدة، المملكة المتحدة
- البوري المخطط (بالإنجليزية: Striped mullet)‏ - أستراليا، كوبا، المكسيك، المملكة المتحدة، الولايات المتحدة، هاواي
- 烏魚 أو 鲻魚 (بالماندراين الصينية) - جنوب الصين

يعتبر البوري المخطط إلى حد بعيد من أنواع السمك الساحلية النهارية التي غالبا ما تدخل مصبات الأنهار وفروعها القريبة من الساحل. عادة البوري المخطط يسبح في مجموعات على الرمال أو طين القيعان، ويتغذى على العوالق الحيوانية. الأسماك البالغة تتغذي عادة على الطحالب في المياه العذبة. وقد يصل طول البوري المخطط إلى حد الأقصى يبلغ حوالي 120 سم، بوزن أقصى يصل لحوالي 8000 غرام (8 كغ). البوري المخطط (بوري الرأس المفلطح) من أنواع السمك المتكيفة للملوحة بمعنى أنه يمكنه أن يتأقلم مع مستويات مختلفة من الملوحة، مما يعطيه ميزة انتقائية جنبا إلى جنب مع تأقلم الأسماك الصغيرة لهذا النوع لدرجات حرارة المياه العالية.
ويستخدم سمك البوري في صناعة الفسيخ المصري بعد ملئ خياشيمه بالملح وتركه عدة أيام.